# Théorèmes de Picard
Pour l’article homonyme, voir Théorème du point fixe de Picard.
En analyse complexe, les théorèmes de Picard, du mathématicien Émile Picard, sont au nombre de deux :
Le petit théorème de Picard dit qu'une fonction entière non constante prend tout nombre complexe comme valeur, sauf peut-être un certain nombre complexe.
Le grand théorème de Picard dit qu'une fonction holomorphe ayant une singularité essentielle prend, sur tout voisinage de cette singularité, tout nombre complexe une infinité de fois comme valeur, sauf peut-être un certain nombre complexe.

## Remarques
- Le « sauf peut-être un » dans ces énoncés est nécessaire, comme le montrent les exemples suivants. La fonction entière {\displaystyle z\mapsto \mathrm {e} ^{z}} (l'exponentielle complexe) ne s'annule pas. Elle possède même une singularité essentielle en l'infini (c'est une fonction transcendante). La fonction {\displaystyle z\mapsto \mathrm {e} ^{1/z}} est un exemple de fonction ne s'annulant pas avec singularité essentielle bornée (au point {\displaystyle 0}).
- Le cas des fonctions polynomiales est une conséquence directe du théorème de d'Alembert-Gauss.
- Le petit théorème se déduit immédiatement du grand, car toute fonction entière est soit polynôme soit elle possède une singularité essentielle à l'infini.
- Le grand théorème de Picard généralise le théorème de Weierstrass-Casorati.

- Une récente conjecture de B. Elsner[2] est liée au grand théorème de Picard : soient {\displaystyle U_{1},U_{2},\dots ,U_{n}} des ouverts connexes qui ont pour réunion le disque unité épointé {\displaystyle D\setminus \{0\}}. Sur chaque ouvert {\displaystyle U_{j}}, soit {\displaystyle f_{j}} une fonction holomorphe injective telle que {\displaystyle \mathrm {d} f_{j}=\mathrm {d} f_{k}} sur toutes les intersections {\displaystyle U_{j}\cap U_{k}}. Alors ces différentielles se recollent en une 1-forme méromorphe sur le disque {\displaystyle D}. (Si le résidu est nul, la conjecture découle du grand théorème de Picard.)

## Note
1. ↑  (en) Serge Lang, Complex Analysis, vol. 103, Springer Verlag, coll. « Graduate Texts in Mathematics », 1985, 2e éd., 367 p. (ISBN 978-1-4757-1871-3, lire en ligne), p. 343
2. ↑  P. 330 de (en) Bernhard Elsner, « Hyperelliptic action integral », Annales de l'Institut Fourier, vol. 49, no 1,‎ 1999, p. 303-331 (lire en ligne).